# Middleton Township (Columbiana County, Ohio)
Middleton Township ist eines von 18 Townships des Columbiana Countys im US-Bundesstaat Ohio. Nach der Volkszählung im Jahr 2000 waren hier 3741 Einwohner registriert.

## Geografie
Middleton Township liegt im äußersten Osten des Columbiana Countys im Nordosten von Ohio und grenzt im Uhrzeigersinn an die Townships: Unity Township, Darlington Township im Beaver County, Pennsylvania, South Beaver Township (Beaver County, Pennsylvania), St. Clair Township, Madison Township, Elkrun Township und Fairfield Township.

## Verwaltung
Das Township wird durch ein Board of Trustees, bestehend aus drei gewählten Mitgliedern, verwaltet. Zwei Personen werden jeweils im Jahr nach der Präsidentschaftswahl gewählt und eine jeweils im Jahr davor. Die Amtszeit dauert in der Regel vier Jahre und beginnt jeweils am 1. Januar. Daneben gibt es noch einen Township Clerk (zuständig für Finanzen und Budget), der ebenfalls im Jahr vor der Präsidentschaftswahl auf eine vierjährige Amtszeit gewählt wird. Dessen Amtszeit beginnt jeweils am 1. April.

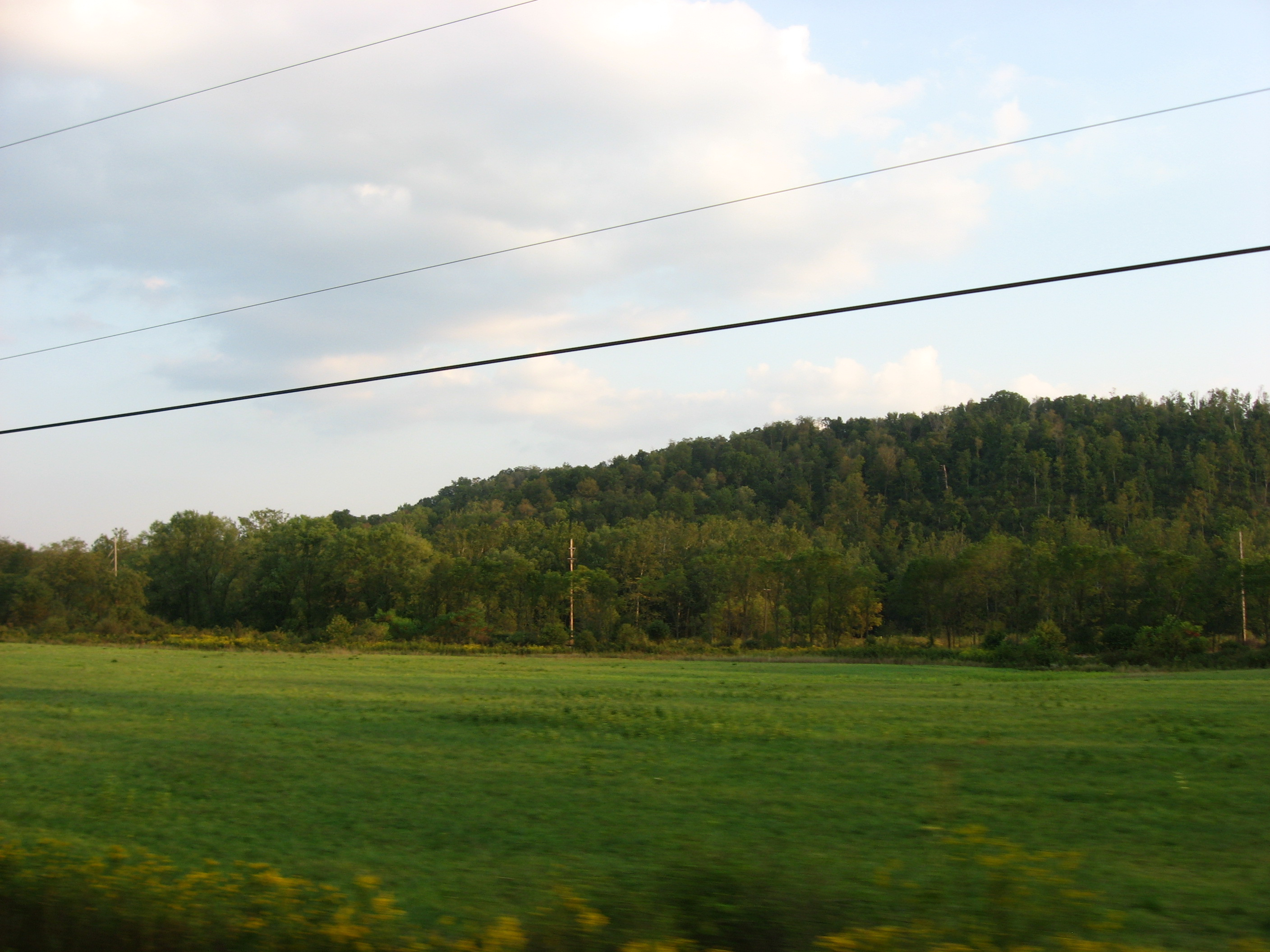
Landschaft im Middleton Township